# Damian Chapa
Damian Chapa (Dayton, Ohio, 29 oktober 1963) is een Amerikaanse acteur. Naast het acteren begon hij in 1998 ook met het schrijven en regisseren van films waarin hij zelf speelde. Enkele voorbeelden hiervan zijn: I.R.A.: King of Nothing, Padrino, El, Shade of Pale, The Lonely Life of Downey Hall, Kill You Twice en The Calling.